# Barsta kapell
Barsta kapell är ett kapell anlagt av Gävlefiskarna i Nordingrå församling i Härnösands stift. Kapellet ligger på en höjd över det gamla fiskeläget Barsta.
Initiativet till att bygga kapellet kom från kyrkoherden i Nordingrå, Nikolaus Bozaeus. Arbetet påbörjades 1655 och lades på fiskarna, både bofasta och Gävlefiskare. Kapellet stod klart tio år senare, 1665. Innertaket målades med motiv hämtade från Bibeln 1699, av Roland Johansson Öberg. Öberg var förmodligen en son till en bonde från Norra Ulvön utanför Örnsköldsvik.
Under en period på 1700-talet fanns det 12 fiskare i Barsta fiskeläge. Hälften var bofasta och hälften Gävlefiskare. 
Beslut om att kapellet skulle bli byggnadsminne togs 2011.